# 焦源清
焦源清（1573年—1643年），字定夫，號纓谷、湛一，陝西西安府三原縣（今陝西省三原縣）人，軍籍，明末政治人物。

## 生平
萬曆二十二年陕西乡试第十二名举人，三十五年（1607年）登丁未科進士。兵部观政，授户部江西司主事，三十九年管理德州倉，四十一年升员外郎，四十二年升郎中，四十三年升廣平府知府。萬曆四十七年（1619年）升山西按察司副使，次年改山西岢嵐道兵備副使，不久致仕。
天啟五年（1625年）起授山東副使，分守濟南道。天啟六年（1626年）改四川右參政，崇祯元年（1628年）升山东按察使，后三年改山東右布政使。崇禎四年（1631年）任山西左布政使，后改任右僉都御史，兼順天巡撫、宣府巡撫。七年秋坐萬全左衞失守奪官，謫戍，後釋還。
崇禎十六年（1643年）冬，李自成攻陷關中，焦源清與焦源溥同被扣押勒索，绝食七日，不屈殉國。

## 家族
曾祖焦文中；祖父焦天禄；父焦應科。母惠氏，継母李氏。具庆下。兄源渊、源深、源浩。弟源溥、源淳。
从弟焦源溥，大同巡撫。